# Slipstream (ficção científica)
Slipstream é um termo de ficção científica para um método fictício de viagem espacial mais rápida que a luz, semelhante à viagem pelo hiperespaço, dobra espacial ou "pontos de transferência" da série Uplift de David Brin.

## Uso emStar Trek
Quantum slipstream foi uma unidade de nave estelar usada em dois episódios da série de televisão de ficção científica Star Trek: Voyager . Ele apareceu pela primeira vez no final da 4ª temporada, "Hope and Fear". Semelhante aos conduítes de transdobra Borg, o slipstream é um campo direcionado estreitamente focado que é iniciado pela manipulação da estrutura do contínuo espaço-tempo no nível quântico usando o conjunto de defletores de navegação da nave. Isso cria um túnel subespacial, que é projetado à frente da embarcação. Depois que uma nave entra neste túnel, as forças dentro dele o impulsionam a uma velocidade incrível. Para manter o slipstream, uma nave tem que modificar constantemente o campo quântico com seu prato defletor; entretanto, os cálculos envolvidos são muito complicados e o tempo disponível muito curto para a tecnologia de computação da Frota Estelar do século 24. Quando essa tecnologia foi descoberta pela tripulação da USS Voyager, perdida e encalhada, esperava-se que pudesse ser usada para permitir que a nave viajasse a velocidades ainda maiores.
No entanto, no episódio "Timeless", a tecnologia provou ser perigosamente instável, resultando na perda de todas as mãos da Voyager em uma linha do tempo alternativa. Devido a uma variação de fase, o túnel de slipstream, produzido por uma réplica de slipstream da Voyager, colapsou durante o vôo e a nave caiu em um planeta próximo à fronteira no quadrante Delta. Harry Kim e Chakotay sobreviveram porque usaram o Delta Flyer, que voou à frente da Voyager, e alcançou a Terra com segurança. Alguns anos depois desse evento, eles usaram um dispositivo de comunicação temporal para alterar a linha do tempo e resgatar a nave e a tripulação.
A tecnologia de slipstream quântica foi um dos itens solicitados no episódio "Think Tank", apesar da admissão da capitã Janeway de que eles nunca a fizeram funcionar corretamente.

## Uso emAndromeda
A viagem slipstream também é usada na série de televisão de ficção científica Andromeda. 
| “            | Slipstream: não é a melhor maneira de viajar mais rápido que a luz, é apenas a única maneira. | ” |
| — Dylan Hunt |                                                                                               |   |

### Função
Slipstream é uma série de "cordas" conectadas entre os sistemas planetários pela gravidade. Um gerador de campo de gravidade reduz drasticamente a massa da nave e, em seguida, uma unidade de slipstream abre um ponto de deslizamento no qual a nave entra. O piloto então navega pela série de "túneis" de slipstream até que eles saiam pelo ponto de deslizamento desejado. Normalmente, é necessário entrar e sair do slipstream várias vezes antes de chegar ao destino final. Uma IA tentando viajar por slipstream tem 50% de chance de selecionar a rota correta em cada interseção encontrada. Devido à "intuição" orgânica, um piloto vivo tem 99,97% de chance de adivinhar a rota correta a seguir.
Enquanto os viajantes que se aproximam da velocidade da luz encontrarão dilatação do tempo, a viagem de slipstream não.

### Limites do slipstream
Devido à natureza complexa da probabilidade de slipstream e à dificuldade em mapear o slipstream, apenas entidades biológicas são capazes de navegá-lo com sucesso. Sair do slipstream perto da borda de uma galáxia ou em certas regiões do espaço pode ser perigoso porque é difícil encontrar um ponto de deslizamento nessas áreas. Se um ponto de deslizamento não puder ser encontrado ou uma unidade de slipstream estiver danificada, a nave fica encalhada e limitada a uma velocidade inferior à da luz.

## Uso emDoctor Who
No episódio "World War Three", a família Slitheen de Raxacoricofallapatorius usa uma unidade slipstream como forma de viagem.[carece de fontes?]

## Uso emHalo
```
Na série de jogos eletrônicos da Microsoft, 
Halo
, situada no século 26, o slipspace (também conhecida como slipstream space) é o método geral de viagem 
mais rápida que a luz
. Tanto a aliança de raças alienígenas conhecidas como 
Covenant
, quanto seus oponentes humanos, as forças do 
Comando Espacial das Nações Unidas
, usam o slipspace para viajar entre os sistemas. A mecânica é descrita com mais detalhes no romance 
Halo: Ghosts of Onyx
, na página 53. 
```

 "Os motores Shaw-Fujikawa permitiram que as naves do UNSC deixassem o espaço normal e passassem um subdomínio dimensional coloquialmente conhecido como "Slipstream space."... A unidade usava aceleradores de partículas para abrir o espaço-tempo normal, gerando micro buracos negros. Esses buracos evaporaram através da radiação Hawking em um nanossegundo. A verdadeira "mágica" da mecânica quântica da unidade era como ela manipulava aqueles buracos no espaço-tempo, espremendo um cruzador de cem mil toneladas no Slipspace." 